# 味鋺
味鋺（あじま）は、愛知県名古屋市北区にある地名。現行行政地名は楠町大字味鋺。

## 地理
現存する楠町大字味鋺は名古屋市北区の北部に位置し、主に庄内川・新地蔵川・八田川の河川及び河川敷部分に存在する。

### 河川
- 庄内川
- 新地蔵川
- 八田川

### 字一覧
楠町大字味鋺には小字が存在する。楠町大字味鋺とその前身である味鋺村の小字は以下の通り。消滅した字については背景色    で示す。
| 字       | 読み             | 備考 |
| -------- | ---------------- | --- |
| 伊勢山   | いせやま         | |
| 井之元   | いのもと         | 1882年時点では「井ノ元」と記載。 |
| 落合     | おちあい         | |
| 北荒原   | きたあわら       | 1882年時点の読みは「きたあはら」。 |
| 北嵯峨   | きたさが         | 1882年時点の読みは「きたさか」。 |
| 狐塚     | きつねづか       | 1882年時点の読みは「きつねつか」。 |
| 四反田   | したんた         | |
| 外畑     | そとはた         | |
| 竹鼻     |                  | 1882年時点では「竹ヶ鼻（たけかはな）」と記載。                                                                                                  |
| 天道     | てんとう         | |
| 堂ノ前   | とうのまえ       | |
| 名栗     | なくり           | |
| 生棚     | なまだな         | |
| 西御手作 | にしおてさく     | |
| 東御手作 | ひかしおてさく   | |
| 船原     | ふなはら         | 1882年時点の読みは「ふねはら」。 |
| 政所     | まんところ       | |
| 南荒原   | みなみあはら     | |
| 南加勢   | みなみかせ       | |
| 南合戸   | みなみごうと     | |
| 南中田   | みなみなかた     | |
| 南山     | みなみやま       | |
| 冥加     | みょうか         | |
| 御林     | おはやし         | 尾張藩の御用林であったことによる。 |
| 兎       | うさき           | 字御林に隣接し、野兎が多く生息していたことによる。                                                                                              |
| 東山畑   | ひかしやまはた   | 丘陵地を拓いて畑としたうちの東側にあたることによる。                                                                                            |
| 西山畑   | にしやまはた     | 丘陵地を拓いて畑としたうちの西側にあたることによる。                                                                                            |
| 岩屋堂   | いわやとう       | 岩屋堂観音があったことによる。 |
| 大塚前   | おおつかまえ     | なんづかという大塚があったことによる。 |
| 大塚裏   | おおつかうら     | なんづかという大塚の裏手にあたることによる。 |
| 新山     | しんやま         | 水害を避けて新たに丘陵地を開発した新しい宅地であることによる。                                                                                  |
| 天神     | てんしん         | 天神社があったことによる。 |
| 一ノ曽   | いちのそ         | |
| 鏡池     | かがみいけ       | 灌漑用の溜池の名称であり、造成の際に古鏡が出土したことによる。池は新木津用水の完成などで不要となり、1938年（昭和13年）5月に干拓され田となった。 |
| 石田     | いした           | 石の多い田であることによる。 |
| 北石田   |                  | 1882年時点では記載なし。 |
| 北斎宮司 | きたさいくうし   | 斎宮司があったことによる。 |
| 南斎宮司 | みなみさいくうし | |
| 県木     | あかたき         | 1882年時点では「県キ」と記載。 |
| 堂ず前   |                  | 1882年時点では記載なし。 |
| 東堂ず前 | ひがしどうずまえ | 1882年時点では「東堂ス前（ひかしとうすまえ）」と記載。お堂があったことによる。                                                                  |
| 西堂ず前 | にしどうずまえ   | 1882年時点では「西堂ス前（にしとうすまえ）」と記載。                                                                                            |
| 北加勢   | きたかせ         | |
| 北街道   | きたかいと       | 『名古屋市楠町誌』には北海道（きたかいどう）とあり、村の北方の街筋にあたるという。                                                              |
| 西脇     | にしわき         | 神社の西脇にあたることによる。 |
| 松橋     | まつはし         | 松の木による橋が架かっていたことによる。 |
| 栃ノ木   | とちのき         | 栃の木の古木が植わっていたことによる。 |
| 神出     | しんて           | 山の神が祀られていることによる。 |
| 南嵯峨   | みなみさか       | |
| 南部田見 | みなみへたみ     | |
| 北部田見 | きたへたみ       | |
| 北船ノ前 |                  | 1882年時点では「北船前（きたふねまえ）」と記載。                                                                                                |
| 南船ノ前 |                  | 1882年時点では「南船前（みなみふねまえ）」と記載。                                                                                              |
| 東除外   | ひかしよけそと   | |
| 西除外   | にしよけそと     | |
| 井戸尻   | いとしり         | |
| 茨道     | いはらとう       | |
| 善ヶ坊   | せんがほう       | |
| 六反田   | ろくたんだ       | |
| 北合戸   | きたごうと       | |
| 志水田   | しみつた         | |
| 八尻     | はちじり         | |
| 北中田   | きたなかた       | |
| 浪打     | なみうち         | |
| 野間     | のま             | |

## 歴史
春日井郡（西春日井郡）味鋺村を前身とする。中世には味鏡村と表記されていたが、享和3年に味鋺村と改称された。

### 町名の由来
「味鋺」の地名の由来については諸説がある。一説に物部氏に関係する地名と言われ、当地にある味鋺神社に祀られている宇麻志麻治命（うましまじのみこと）、味饒田命（まじにぎたのみこと）に由来するとするという説や、物部氏の味間見命が近畿平定後この地に留まったとする説がある。このほか百済系渡来人が残した地名とも言われる。

### 行政区画の変遷
- 時期不詳（江戸時代） - 一部が味鋺新田村（味鋺原新田村、後の味美村）として分立[6]。
- 1875年（明治9年） - 一部（中新田・申新田）を味鋺原新田村へ編入[6]。
- 1889年（明治22年）10月1日 - 町村制に基づく西春日井郡味鋺村が成立[9]。
- 1906年（明治39年）7月16日 - 合併に伴い、楠村大字味鋺となる[9]。
- 1955年（昭和30年）10月1日 - 西春日井郡楠村が名古屋市北区に編入されたことにより、同区楠町大字味鋺となる[9][10]。
- 1978年（昭和53年）8月27日 - 楠町大字如意の一部を編入、一部が西味鋺一～五丁目・池花町・三軒町・五反田町・落合町となる[9][11]。
- 1990年（平成2年）10月15日 - 一部が楠味鋺一～五丁目・中味鋺一～三丁目となる[9]。
- 1991年（平成3年）10月14日 - 一部が楠一～五丁目・東味鋺一～三丁目となる[12]。

### 年表

#### 味鋺村
- 1887年（明治20年）4月 - 味鋺学校は如意学校と合併し、西春日井郡尋常小学如意学校となり、味鋺村から学校がなくなる[13]。
- 1888年（明治21年）7月 - 学校が遠隔地となったことで通学者が減ってしまったため、改めて味鋺村に如意学校味鋺分校が置かれ、味鋺村および味鋺原村の児童を受け入れた[13]。
- 1892年（明治25年）8月 - 如意学校味鋺分校が味鋺村立味鋺尋常小学校となる[14]。

#### 楠村大字味鋺
- 1950年（昭和25年）〜1953年（昭和28年） - 愛知県により、味鋺住宅（木造20戸）が整備される[15]。
- 1953年（昭和28年） - 愛知県により、味鋺東住宅（簡易耐火構造二階建て50戸）が整備される[15]。

#### 楠町大字味鋺
- 1955年（昭和30年）〜1956年（昭和31年） - 名古屋市により、あじま住宅（木造422戸）および、あじま荘（簡易耐火構造500戸）が整備される[16]。
- 1959年（昭和34年） - 名古屋市により、南あじま荘（簡易耐火構造75戸）が整備される[16]。これは、同年9月の伊勢湾台風災害公営住宅であった[17]。
- 1961年（昭和36年）9月 - 名古屋市立楠小学校より同味鋺小学校が分離独立する[18]。
- 1972年（昭和47年）4月 - 名古屋市立味鋺小学校より、同西味鋺小学校が分離独立する[19]。
- 1975年（昭和50年）〜1976年（昭和51年） - 愛知県により味鋺住宅が建て替えられ、中層耐火構造40戸に生まれ変わる[20]。
- 1977年（昭和52年） - 愛知県により味鋺東住宅が建て替えられ、中層耐火構造52戸に生まれ変わる[20]。また、同年4月には名古屋市立楠中学校より同北中学校が分離独立する[19]。
- 1981年（昭和56年）〜1983年（昭和58年） - 名古屋市により西あじま荘の建て替えが行われ、中層耐火構造126戸、高層耐火構造338戸に生まれ変わる[20]。
- 1980年（昭和55年） - 名古屋市により北あじま荘（高層耐火構造63戸）が整備される[20]。
- 1982年（昭和57年）1月12日 - 楠町味鋺字加勢に楠地区会館が開館する[21]。
- 1985年（昭和60年） - 名古屋市により東あじま荘（中層耐火構造16戸、高層耐火構造55戸）が整備される[22]。
- 1985年（昭和60年）〜1986年（昭和61年） - 名古屋市により、西あじま荘が建て替えられ、中層耐火構造192戸、高層耐火構造143戸に生まれ変わる[22]。
- 1987年（昭和62年）3月 - 西味鋺コミュニティセンターが開館[21]。
- 1987年（昭和62年）〜1990年（平成2年） - 名古屋市により、中あじま荘が建て替えられ、中層耐火構造328戸、高層耐火構造355戸に生まれ変わる[22]。
- 1990年（平成2年） - 名古屋市により南あじま荘が建て替えられ、高層耐火構造82戸に生まれ変わる[22]。

## 施設

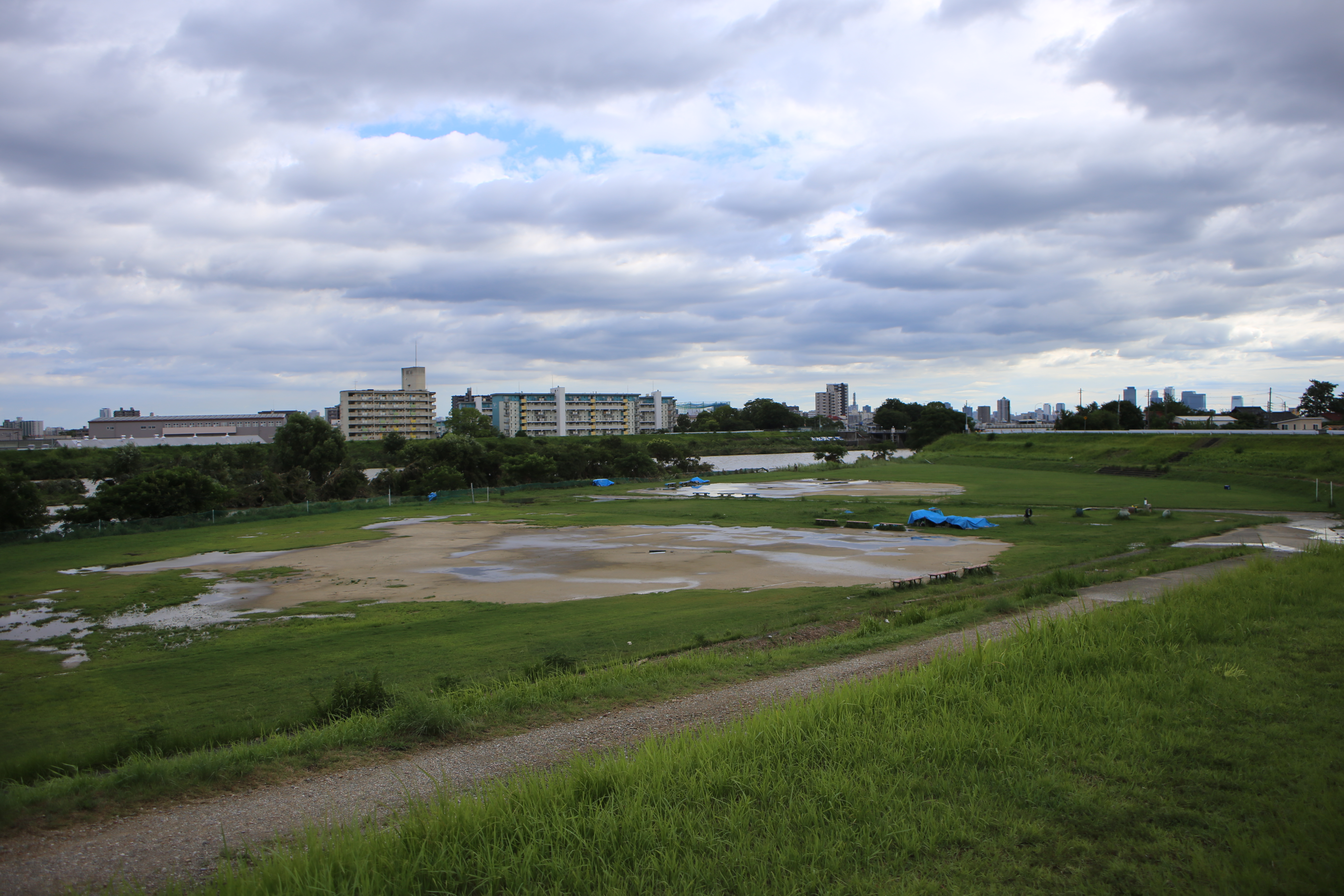
水分橋東緑地

楠町味鋺字外畑に所在。1976年（昭和51年）6月17日供用開始。
- 水分橋緑地

楠町味鋺字堂の前、字井之元、字政所、字南山、字生棚、字南中田、字南合戸、字冥加、字名栗、字天道および成願寺町、安井町、米が瀬町にかけて所在。1968年（昭和43年）6月12日供用開始。
- 洗堰緑地

楠町味鋺字落合および楠町大字如意、大字喜惣治新田、福徳町、西区山田町大字大野木、大字比良、大字上小田井にかけて所在。1971年（昭和46年）8月1日供用開始。
- 水分橋東緑地

## 味鋺地区
名古屋市北区楠町大字味鋺付近の広域地名。この地域には味鋺古墳群がかつてあり、100基以上あったとされているが、現在は全て消失している。

### 施設
公民館
- 楠地区会館（楠味鋺三丁目）

警察署・交番
- 味鋺交番（楠味鋺三丁目）

郵便局
- 名古屋楠郵便局（楠味鋺五丁目）
- 味鋺郵便局（中味鋺三丁目）

金融機関
- 銀行
  - あいち銀行楠町支店・豊山支店（中味鋺三丁目）
  - 十六銀行楠町支店（西味鋺二丁目）
  - 名古屋銀行味鋺支店（楠味鋺五丁目）

緑地
- 水分橋東緑地（楠町大字味鋺）

教育
- 幼稚園
  - 名古屋楠幼稚園（西味鋺三丁目）
- 小学校
  - 名古屋市立味鋺小学校（楠味鋺三丁目）
  - 名古屋市立西味鋺小学校（西味鋺二丁目）
- 中学校
  - 名古屋市立北中学校（中味鋺二丁目）

### 交通
- 愛知県道102号名古屋犬山線
- 愛知県道162号松河戸西枇杷島線
- 名古屋鉄道小牧線味鋺駅（東味鋺二丁目）

### WEB
1. ↑  “市外局番の一覧”.   総務省. 2019年1月6日閲覧。
2. ↑  “名古屋市道路認定図”.   名古屋市. 2021年8月12日閲覧。
3. ↑  “【地名の由来27】難読！北区「味鋺」に隠された歴史”. 中日新聞. (2013年2月5日) 2021年7月22日閲覧。
4. ↑  国立国会図書館. “「味鋺（あじま）」（名古屋市北区）「味美（あじよし）」（春日井市）「味岡（あじおか）」（小牧市）など...”. レファレンス協同データベース. 2021年7月22日閲覧。
5. ↑  “名古屋市北区の歴史・文化年表｜小林塗装”. www.yuzu-tosou.com. 2021年7月22日閲覧。
6. 1 2 3 4 5 6  “都市公園の名称、位置及び区域並びに供用開始の期日” (2019年5月1日). 2019年11月3日閲覧。
7. 1 2  “なごやのまち今昔　尾張名所図会　味鋺神社・天永寺・味鋺川”. 2021年8月12日閲覧。
8. ↑  “かつてはイモの名産地 …名古屋の”味鋺いも”が和洋11店で絶品スイーツに”. メ～テレニュース. 2021年8月12日閲覧。

### 書籍
1. ↑  名古屋市計画局 1992, p. 912.
2. 1 2 3 4  名古屋市楠町誌編纂委員会 1957, p. 118.
3. 1 2 3 4 5 6 7 8 9 10  名古屋市楠町誌編纂委員会 1957, p. 119.
4. 1 2  名古屋市楠町誌編纂委員会 1957, p. 546.
5. 1 2 3 4 5  名古屋市楠町誌編纂委員会 1957, p. 121.
6. 1 2 3  「角川日本地名大辞典」編纂委員会 1989, p. 96.
7. ↑  名古屋市計画局 1992, p. 179.
8. ↑  北区制50周年記念事業実行委員会 1994, p. 544.
9. 1 2 3 4 5  名古屋市計画局 1992, p. 752.
10. ↑  北区制50周年記念事業実行委員会 1994, p. 304.
11. ↑  名古屋市計画局 1992, p. 753.
12. ↑  『広報なごや No.526（北区版）』名古屋市、1991年10月1日、14頁。
13. 1 2  北区制50周年記念事業実行委員会 1994, p. 277.
14. ↑  北区制50周年記念事業実行委員会 1994, p. 278.
15. 1 2  北区制50周年記念事業実行委員会 1994, p. 458.
16. 1 2  北区制50周年記念事業実行委員会 1994, p. 460.
17. ↑  北区制50周年記念事業実行委員会 1994, p. 462.
18. ↑  北区制50周年記念事業実行委員会 1994, p. 493.
19. 1 2  北区制50周年記念事業実行委員会 1994, p. 495.
20. 1 2 3 4  北区制50周年記念事業実行委員会 1994, p. 463.
21. 1 2  北区制50周年記念事業実行委員会 1994, p. 488.
22. 1 2 3 4  北区制50周年記念事業実行委員会 1994, p. 465.